# Ґоршевиці
Ґоршевиці (пол. Gorszewice) — село в Польщі, у гміні Казьмеж Шамотульського повіту Великопольського воєводства.
Населення — 177 осіб (2011).
У 1975-1998 роках село належало до Познанського воєводства.

## Демографія
Демографічна структура станом на 31 березня 2011 року:
|          | Загалом | Допрацездатний вік | Працездатний вік | Постпрацездатний вік |
| -------- | ------- | ------------------ | ---------------- | -------------------- |
| Чоловіки | 88      | 18                 | 59               | 11                   |
| Жінки    | 89      | 15                 | 59               | 15                   |
| Разом    | 177     | 33                 | 118              | 26                   |